# Olympus
Olympus Corporation (яп. オリンパス株式会社 Оримпасу Кабусики-гайся) (TYO: 7733) — японская компания, специализирующаяся на производстве оптики, фототехники, высококачественного оптического оборудования для проведения медикобиологических исследований и иных технических решений.
Центральный офис компании находится в Токио (Япония). Имеются представительства в США (Center Valley, штат Пенсильвания) и Европе (Гамбург, Германия).

## История
Корпорация Olympus основана Такэси Ямаситой (Takeshi Yamashita) 12 октября 1919 года. Первоначально компания называлась Takachiho Seisakusho и специализировалась на производстве микроскопов и термометров.
В 1921 году зарегистрирована торговая марка Olympus.
В 1923 году бизнес по производству термометров был продан и компания сосредоточилась на производстве микроскопов.
В 1934 году компания начала разработку оптики для фотокамер. Спустя два года компания начала выпускать оптику под маркой Zuiko и свою первую фотокамеру Semi-Olympus I.
В 1942 году компания сосредоточилась на выпуске оптических изделий и была переименована в Takachiho Optical Co., Ltd.
В 1947 году компания была переименована в Olympus Optical Co., Ltd.
В 2003 году было принято решение привести название компании в соответствие с торговой маркой и компания была переименована в Olympus Corporation. Современное название компании было взято в честь гор Олимпа, дома всех богов в греческой мифологии.
| Дата             | Название                                   |
| ---------------- | ------------------------------------------ |
| 12 октября, 1919 | Зарегистрировано как Takachiho Seisakusho  |
| 28 мая, 1942     | Переименовано в Takachiho Optical Co., Ltd |
| 1 января, 1949   | Переименовано в Olympus Optical Co., Ltd   |
| 1 октября, 2003  | Переименовано в Olympus Corporation        |

В 2004 году Olympus Corporation была реорганизована:
- производство и продажи биноклей, цифровых диктофонов, пленочных и цифровых фотокамер были выделены в компанию Olympus Imaging Corp.;
- производство и продажи медицинских систем были выделены в компанию Olympus Medical Systems Corp.

В 2011 году выяснилось, что компания скрывала убытки от неэффективных финансовых операций в течение 20 лет для поддержания высоких цен на акции компании. После этого акции компании подешевели на 80 процентов.

## Продукция

### Зеркальные плёночные фотокамеры
- Семейство малоформатных однообъективных зеркальных фотоаппаратов Olympus OM:
  - Olympus OM-1, выпускался с 1972 года;
  - Olympus OM-2, выпускался с 1975 года;
  - Olympus OM-10, выпускался с 1978 года;
  - Olympus OM-4Ti, выпускался с 1987 года;
  - Olympus OM-3Ti, выпускался с 1995 года, был создан на базе Olympus OM-4Ti.

Серия IS, 35 мм зеркальных камер со встроенной оптикой представлявших в себе концепцию «всё в одном»:
- Olympus IS 3000 (IS-3);
- Olympus IS 100s;  - Olympus IS-100
- Olympus IS 200, анонсирована в 1997 году;

Серия полуформатных однообъективных зеркальных фотоаппаратов «Olympus Pen F».

### Беззеркальные плёночные фотокамеры

#### Серия PEN
Оригинальная камера серии PEN была представлена в 1959 году. Она была разработана Yoshihisa Maitani и стала первой полукадровой камерой японского производства. Это была одна из самых маленьких камер, которая использовала 35-мм пленку. Было задумано, что камера станет портативной, как ручка.
Olympus PEN (1959 г.) — очень компактная полукадровая камера, оснащена только видоискателем, без экспозамера и полностью ручными настройками. Имеет объектив 28 мм f/3,5 Zuiko. Скорость затвора: 25, 50, 100, 200, B. Диапазон апертуры от 3,5 до 22. Задняя часть полностью снимается для загрузки и выгрузки пленки.
Olympus PEN S (1959 г.) — почти такая же камера, со следующими параметрами затвора: 8, 15, 30, 60, 125, 250, B. Выпускалась в двух вариантах — с 30 мм f/2.8 или 28мм f/3.5 объективом.
Olympus PEN EE (1961 г.) — любительская модель, с полностью автоматической установкой экспозиции и фиксированной фокусным расстоянием, имеет объектив 28mm f/3.5. Семейство Pen EE легко распознается по окну селенового экспонометра вокруг объектива.
Olympus PEN EE.S (1962 г.) — доработанная модель с более светосильным объективом D.Zuiko 30 мм f/2.8. Появилась возможность фокусировки с помощью кольца на объективе.
Olympus PEN EE.2 (1968—1977 г.) — камера с фиксированным фокусным расстоянием. Отличие от Pen EE — добавление горячего башмака для вспышки.
Olympus PEN EE.3 (1973—1983 г.) — камера с фиксированным фокусным расстоянием. Отличие от Pen EE.2 — добавлена система Flashmatic при использовании согласующихся GN14 вспышек.
Olympus PEN EE.S2 (1968—1971 г.) — отличие от модели EE.S — добавлен горячий башмак для вспышки.
Olympus PEN D (1962 г.) — более дорогая модель, имеет высококачественный 6-ти линзовый объектив 32 мм f/1.9, затвор с выдержкой до 1/500 (есть режим В) и CdS экспонометр. Причём, в отличие от предыдущих моделей, экспопара устанавливается в ручном режиме, а сам фотоаппарат остался полностью механическим.
Olympus PEN D2 (1964 г.) — выпущенная через пару лет модель имела селеновый экспонометр и работала уже от батарейки, в отличие от предыдущих моделей.
Olympus PEN EE.D (1967—1972 г.) — более дорогая камера с автоэкспозицией, горячим башмаком, CdS экспонометром и со светосильным объективом 32 мм f/1.7 Устанавливаемая светочувствительность пленки 12-500 единиц ISO. Корпус немного шире, чем типичная камера модели EE. В дальнейшем корпус конструкции был использован для разработки цифровой версии Olympus PEN.
Olympus PEN EF (1981 г.) — последняя модель серии Pen. Он похож на Pen EE.2 или Pen EE.3, но с небольшой встроенной вспышкой и продавался только в черном цвете с белыми надписями.

### Беззеркальные плёночные зум-фотокамеры
Olympus IZM-330 беззеркальная автофокусная зум-камера с объективом 38-105мм f/4.5-6, выпущенная в 1988 году и отмеченная наградами, как лучшая камера в своем классе. Популярность камеры определили широкий набор функций, таких как: двойная экспозиция, макрорежим, экспокоррекция и т. д., доступных ранее только на зеркальных камерах.
Olympus IZM-230 (уменьшенная модель популярного IZM330) компактная беззеркальная автофокусная зум-камера с объективом 38-90мм f/4.5-6, выпущенная в 1992 году. Особенностью камеры считается наличие нескольких режимов работы вспышки — заполняющая, ночной режим, автоматическая. Фотоаппарат оснащен крышкой датирования, функции подстройки диоптрий видоискателя и извлекаемым из корпуса пультом управления с дополнительными режимами задержки спуска на 1 и 3 сек.
Olympus AZ-330 и AZ-300 (практически идентичны IZM330) выпущены в 1990 году для рынка США в новом современном дизайне и дополнительными аксессуарами. Это были первые в мире не SLR камеры, увеличивающие изображение в видоискателе при зуммировании. Особенностью старшей модели является пульт управления встроенный в крышку объектива с функцией задержки спуска, причем, в нем отсутствовала возможность замены элемента питания.

### Цифровые беззеркальные фотокамеры
В октябре 2000:
Olympus E-100RS (Rapid shot) — беззеркальная камера с меньшим сенсором 1/2 дюйма 1,5 (1,3 эф) Мегапикселей ПЗС, но высокими характеристиками скоростной съемки 15 кадров в секунду. Скорость затвора от 1/10000 до 16 сек. Объектив несъемный 38-380. ЭВИ.

### Цифровые зеркальные фотокамеры с несменной оптикой

#### 2000 год
Olympus E-10 — первая ЦЗК компании. 4.0 Мп ПЗС матрица размером 2/3 дюйма. Несменный объектив 35-140мм f/2-f/2,4. Поддержка носителей Compact flash I, II; Smart media Card.

#### 2001 год
Olympus E-20 — анонсирована 13 сентября. В зависимости от варианта видеовыход добавлялась буква P или N (Pal и NTSC). Цифровая зеркальная объективная камера с несменным объективом. При том же размере фоточувствительного элемента — 2/3 дюйма разрешение увеличилось до 5 Мегапикселей (4,9 из которых являются эффективными). Конструктивно камера является идентичной ранее вышедшей Olympus E-10.

#### Переход на формат 4/3
Olympus и Kodak создали стандарт 4:3 (Four Thirds System) для цифровых зеркальных камер (U.S. Patent 6,910,814). Стандарт подразумевает полное соответствие камер, объективов и других принадлежностей от разных производителей. 4:3 не основывается ни на каком предыдущем стандарте как, например, Canon, Nikon, Pentax и Sony (Minolta), которые во многом совместимы с плёночными камерами.

### Цифровые зеркальные фотокамеры со сменной оптикой

#### 2003 год
Olympus E-1 — первая цифровая зеркальная камера со сменной оптикой стандарта 4:3. 4,9 Мегапикселей ориентирована на профессиональных пользователей. С выходом Olympus E-1 компания Olympus стала седьмым членом элитарного клуба производителей цифровых зеркальных аппаратов.

#### 2004 год
Olympus E-300 (EVOLT E-300) — первый фотоаппарат любительской линейки серии E, «младший брат» Olympus E-1. 8 Мегапиксельный ПЗС сенсор KODAK KAF-8300 Four Third System FTT-CCD. В конструкции фотокамеры вместо пентапризмы используется призма Порро (как в пленочных камерах Olympus Pen).

#### 2005 год
Olympus E-500 — любительская зеркальная камера с сенсором 8 Мегапикселей.

#### 2006 год
Olympus E-330, Olympus E-400
В январе 2006 компания Olympus представила камеру E-330 — в ней впервые на рынке DSLR была реализована возможность кадрирования по ЖК-экрану. В настоящий момент зеркальные цифровые камеры с возможностью визирования по ЖК-экрану имеют в своей продуктовой линейке практически все крупные производители. В описании технических характеристик камеры эта возможность обычно обозначается как «LiveView».

#### 2007 год
Olympus E-410, Olympus E-510, Olympus E-3

#### 2008 год
Olympus E-420, Olympus E-520

#### 2009 год
Olympus E-30, Olympus E-620, Olympus E-450

#### 2010 год
Olympus E-5

#### 2011 год
Olympus XZ-1

### Профессиональные
- Olympus E-1
- Olympus E-3
- Olympus E-5

### Полупрофессиональные
- Olympus E-30

### Любительские (продвинутые)
- Olympus E-620

### Любительские (стабилизация матрицы)
- Olympus E-510
- Olympus E-520

### Любительские
С призмой Порро:
- Olympus E-300
- Olympus E-330

Классическая компоновка, начало серии 500:
- Olympus E-500

### Камеры начального уровня
- Olympus E-400
- Olympus E-410
- Olympus E-420
- Olympus E-450
- Olympus E-600 (урезанная версия Olympus E-620, разработанная для продажи в США)

### Беззеркальные фотокамеры
5 августа 2008 года в Токио Olympus и Matsushita (Panasonic) анонсировали новый стандарт Micro 4/3. Его целью является сохранение качества изображения на уровне цифровых зеркальных камер, возможность использования сменной оптики при уменьшении габаритов. В своих основных линейках компания использует этот формат и по сей день.

### Беззеркальные фотокамеры micro 4/3
По своей философии с отсылкой на свои пленочные фотоаппараты цифровые системные камеры делятся на 2 линейки — Olympus OM-D и Olympus PEN E :

### Профессиональные
- Olympus OM-D E-M1 (представлен 28 октября 2013 года)
- Olympus OM-D E-M1 Mark II (представлен 23 ноября 2016 года)
- Olympus OM-D E-M1 Mark III (представлен 12 февраля 2020 года)
- Olympus OM E-M1 Mark III ASTRO (представлен 02 июля 2024 года)
- Olympus OM E-M1X (представлен 7 мая 2019 года)
- Olympus OM-1 (представлен 15 февраля 2022 года)
- OM System OM-1 Mark II (представлен 30 января 2024 года)

### Фотокамеры для увлеченных фотолюбителей в ретро стиле
- OM System OM-3 (представлен 06 февраля 2025 года)

### Для увлеченных фотолюбителей (полупрофессиональные)
- Olympus OM-D E-M5 (представлен 30 апреля 2012 года)
- Olympus OM-D E-M5 Mark II (представлен 18 марта 2015 года)
- Olympus OM-D E-M5 Mark III (представлен 17 октября 2019 года)
- OM System OM-5 (представлен 26 октября 2022 года)
- OM System OM-5 Mark II (представлен 17 июня 2025 года)

### Любительские камеры
- Olympus OM-D E-M10 (представлен 18 марта 2014 года)
- Olympus OM-D E-M10 Mark II (представлен 25 августа 2015 года)
- Olympus OM-D E-M10 Mark III (представлен 06 сентября 2017 года)
- Olympus OM-D E-M10 Mark IIIs (представлен 17 ноября 2020 года)
- Olympus OM-D E-M10 Mark IV (представлен 14 мая 2021 года)

### Старшая линейка
- Olympus E-P1 (представлен 16 июля 2009 года)
- Olympus E-P2 (представлен 4 мая 2010 года)
- Olympus E-P3 (представлен 17 августа 2011)
- Olympus E-P5 (представлен 3 октября 2013 года)
- Olympus Pen-F (представлен 24 февраля 2016 года)
- Olympus E-P7 (представлен 9 июня 2021 года)

### Средняя линейка
- Olympus E-PL1 (представлен 17 мая 2010 года)
- Olympus E-PL2 (представлен 12 февраля 2011 года)
- Olympus E-PL3 (представлен 20 сентября 2011 года)
- Olympus E-PL5 (представлен 17 сентября 2012 года)
- Olympus E-PL6 (представлен 10 мая 2013 года)
- Olympus E-PL7 (представлен 28 августа 2014 года)
- Olympus E-PL8 (представлен 19 сентября 2016 года)
- Olympus E-PL9 (представлен 7 февраля 2018 года)
- Olympus E-PL10 (представлен 18 октября 2019 года, изначально ориентирован в основном на азиатский рынок)

### Младшая линейка
- Olympus E-PM1 (представлен 23 ноября 2011 года)
- Olympus E-PM2 (представлен 17 сентября 2012 года)

### Другие беззеркальные камеры
Также компания выпускает множество компактных камер с маленьким сенсором («мыльниц»). Особый интерес представляет линейка «Tough», куда входят как модели со сменной оптикой, так и совсем компактные. Камеры созданы для работы в сложных климатических условиях (под водой, при низких, высоких температурах, условиях высокой влажности и запыленности).

## Olympus в России
Компания Olympus существует на Российском рынке с 1993 года, когда была основана дочерняя компания ООО «Олимпас Москва», которая занималась продажей и сервисным обслуживанием медицинской и промышленной эндоскопической аппаратуры, а с 2007 года — также оборудованием для промышленного неразрушающего контроля.
В 2009 произошло объединение компаний ООО «Олимпус Рус», которая занималась логистикой и дистрибуцией фото, аудиопродукции, а также микроскопов Olympus на территории РФ с компанией ООО «Олимпас Москва». Генеральным директором объединенной компании ООО «Олимпас Москва» был назначен Крешимир Драшкович.
С апреля 2012 года генеральным директором является Виолетта Миронова.
C апреля 2017 года генеральным директором является Типольт Ондрей.